# Гладков, Василий Фёдорович
Васи́лий Фёдорович Гладко́в (1898—1981) — советский военачальник, участник Великой Отечественной войны. Герой Советского Союза (17.11.1943). Генерал-майор (3.06.1944).

## Молодость
Родился 10 апреля 1898 года в станице Трёхостровянская Второго Донского округа Области Войска Донского (ныне станица Трёхостровская Иловлинского района Волгоградской области) в бедной казачьей семье. Русский.
Был ремонтным рабочим в железнодорожном депо станции Морозовская. С августа 1914 года — чернорабочий чугунолитейного завода «Сулин» в Донбассе (позднее Сулинский металлургический завод), (ныне в г. Красный Сулин, Ростовской области). С апреля 1915 года — чернорабочий завода «Аксай» (Ростов-на-Дону).

## Первая мировая и Гражданская войны
В марте 1916 года мобилизован в Русскую императорскую армию. Зачислен в Донской 6-й казачий полк, окончил учебную команду полка. В августе направлен в действующую армию на фронт Первой мировой войны, в чине младшего унтер-офицера воевал начальником пулемёта с полком на Румынском фронте. В конце декабря 1917 года с полком убыл с фронта на Дон. Там в начале января 1918 года оставил полк и уехал в Москву.
В марте 1918 года добровольцем ушёл в Красную Армию. Участвовал в Гражданской войне. Сначала служил заведующим вещевым складом 1-го Московского Хамовнического кавалерийского отряда, с апреля 1918 — командиром взвода и помощником командира эскадрона 1-го Московского полка в Московском военном округе. В июне 1918 года участвовал в подавлении восстания левых эсеров в Москве в июне 1918 года. Затем полк убыл на Южный фронт, на котором В. Ф. Гладков и провоевал почти всю Гражданскую войну. Воевал командиром пулемётного взвода этого полка, с июня 1919 года — командиром взвода, помощником командира и командиром сабельного эскадрона 7-го отдельного кавалерийского полка 40-й стрелковой дивизии, с ноября 1919 — командир эскадрона 4-й отдельной кавалерийской бригады 16-й кавалерийской дивизии, с января 1920 года — начальник пулемётной команды 7-го кавалерийского полка 20-й кавалерийской дивизии. В марте 1920 года, будучи командиром взвода 16-й кавалерийской дивизии, принимал участие в разгроме белогвардейской армии генерала Деникина на Кубани. Его дивизия освобождала от белых частей города: Краснодар, Анапу, Новороссийск и Таманский полуостров. С сентября 1920 по сентябрь 1921 года — командир взвода 5-го Заамурского конного полка 2-й Ставропольской кавалерийской дивизии имени М. Ф. Блинова. Активный участник большинства важнейших сражений 1919—1920 годов против Донской армии П. Н. Краснова, Вооружённых сил Юга России А. И. Деникина, Русской армии П. Н. Врангеля, в том числе в сражении в Северной Таврии и в Перекопско-Чонгарской операции. Член РКП(б) с 1920 года.

## Межвоенный период
В сентябре 1921 года направлен на учёбу. В 1922 году окончил Высшую кавалерийскую школу в Таганроге, в 1923 — окружные повторные курсы Северо-Кавказского военного округа (Ростов-на-Дону). После учёбы служил в том же полку помощником командира эскадрона и командиром эскадрона. С мая 1924 года служил в 12-м Саратовском кавалерийском полку Северо-Кавказского военного округа (Новочеркасск) командиром взвода, помощником командира и командиром эскадрона. В октябре 1927 года опять направлен учиться. В 1928 году окончил Кавалерийские курсы усовершенствования командного состава РККА (Новочеркасск). С октября 1929 по май 1930 — шифровальщик штаба 5-й Ставропольской кавалерийской дивизии имени М. Ф. Блинова. В 1931 году окончил курсы усовершенствования шифровально-штабных работников при 8-м отделе Штаба РККА. С апреля 1931 года — начальник оперативного отделения штаба 5-й кавалерийской дивизии, с декабря 1931 — начальник 3-й части штаба 4-го кавалерийского корпуса Северо-Кавказского военного округа (Армавир). С марта 1935 года — начальник штаба 89-го кавалерийского полка имени тов. Куйбышева 10-й кавалерийской дивизии того же округа (Пятигорск).
В октябре 1937 года был арестован по ложному доносу органами НКВД СССР. Находился в тюрьме под следствием более двух лет и, несмотря ни на что, виновным себя не признал и никого не оговорил. В феврале 1940 года освобождён в связи с прекращением дела. В марте 1940 года восстановлен в РККА, назначен помощником начальника по учебно-строевой части Сталинградских курсов усовершенствования политического состава запаса, в январе 1941 года переведён начальником учебного отдела Буйнакских военно-политических курсов усовершенствования начальствующего состава запаса.

## Великая Отечественная война
В начале Великой Отечественной войны подполковник В. Ф. Гладков продолжал работать на тех же курсах. В октябре 1941 года назначен начальником штаба 392-й стрелковой дивизии, которая формировалась в городе Гори, в ноябре передана в 47-ю армию Закавказского фронта, в конце декабря — в 46-ю армию Кавказского фронта. С февраля 1942 года был начальником штаба 38-й запасной стрелковой бригады в 46-й армии, с июля 1942 — командир этой бригады. С ноября 1942 года командовал 409-й стрелковой дивизией на советско-турецкой границе.
В действующей армии находился с декабря 1942 года, когда дивизия прибыла в состав 44-й армии Закавказского фронта и вела активные оборонительные и наступательные действия в ходе битвы за Кавказ в районе Моздока. Но боевое крещение молодого командира дивизии оказалось неудачным, за большие потери в дивизии 18 января 1943 года он был снят с должности. После пребывания в распоряжении Военного совета Северо-Кавказского фронта в феврале 1943 года назначен с понижением в должности начальником штаба 176-й стрелковой дивизии 18-й армии этого фронта. 22 февраля 1943 года дивизия была высажена кораблями Черноморского флота на плацдарм «Малая Земля» южнее Новороссийска, несколько месяцев обороняла этот плацдарм, а в сентябре приняла участие в освобождении Новороссийска, Новороссийско-Таманской наступательной операции. С 22 сентября 1943 года — командир 318-й горнострелковой дивизии 18-й армии Северо-Кавказского фронта.
Полковник В. Ф. Гладков особо отличился в ноябре-декабре 1943 года в ходе Керченско-Эльтигенской десантной операции. В ночь на 1 ноября 1943 года его дивизия форсировала Керченский пролив на кораблях Черноморского флота и захватила плацдарм в районе посёлка Эльтиген. Сам Гладков в эту ночь не был высажен — его катер вернулся на базу из-за повреждений немецким артиллерийским огнём, но по требованию Гладкова специально выделенным катером через несколько часов был высажен на плацдарме. 36 дней дивизия героически обороняла плацдарм. В первые дни дивизия отражала атаки немецко-румынских войск и расширила плацдарм, но затем противнику удалось блокировать дивизию с суши и с моря. Доставка подкреплений морем прекратилась, только единичные катера с большими потерями прорывали морскую блокаду, а количество доставляемых авиацией грузов явно было недостаточным. Сосредоточив дополнительные силы и подтянув штурмовые орудия, немецко-румынские войска перешли в наступление 3 декабря. Трое суток дивизия героически оборонялась, но большие потери и истощение боеприпасов поставили её на грань гибели. В такой обстановке в ночь на 7 декабря 1943 года полковник Гладков организовал прорыв. Истощенные люди, многие израненные, прорвали кольцо окружения, за ночь преодолели по степи несколько десятков километров, ворвались в Керчь и захватили укрепленный район на горе Митридат. Там ещё трое суток они вели неравный бой и были эвакуированы кораблями Черноморского флота 10 декабря. Ещё в ходе сражения командир дивизии и свыше 30-ти её бойцов и командиров были удостоены звания Героя Советского Союза.
Указом Президиума Верховного Совета СССР от 17 ноября 1943 года за образцовое командование дивизией и проявленные при этом личное мужество и героизм полковнику Василию Фёдоровичу Гладкову присвоено звание Героя Советского Союза с вручением ордена Ленина и медали «Золотая Звезда» (№ 2180).
После пополнения дивизия в феврале 1944 года была переправлена на Керченский плацдарм, в апреле-мае 1944 года отлично действовала в Крымской наступательной операции. 318-я Новороссийская горно-стрелковая дивизия, совместно с 89-й Таманской стрелковой дивизией и 414-й Анапской стрелковой дивизией особо отличились в ходе освобождения г. Севастополь при штурме высоты Горная. За проявленное мужество и отвагу, несколько тысяч бойцов из каждой дивизии были награждены орденами и медалями (к примеру, из 89-й ТСД — около 6 тысяч). На вершине высоты Горной находится дивизионное кладбище и памятник, а мемориалы 89-й ТСД и 414-й АСД расположены рядом, у подножия высоты Горная (10 км Балаклавского шоссе).
В августе 1944 года дивизия была передана 4-му Украинскому фронту (там она в ходе дальнейших боёв несколько раз передавалась из 18-й армии в 1-ю гвардейскую армию и обратно), где участвовала в Восточно-Карпатской, Западно-Карпатской, Моравско-Остравской, Пражской наступательных операциях. За успешные наступательные боевые действия в Чехословакии дивизия была награждена орденом Суворова 2-й степени.

## Послевоенная служба
После окончания Великой Отечественной войны генерал-майор В. Ф. Гладков продолжал службу в Советской Армии. Командовал той же дивизией, которая была передана в состав 38-й армии Прикарпатского военного округа. С декабря 1948 по декабрь 1951 года — начальник Московского высшего общевойскового командного училища им. Верховного Совета РСФСР. В 1952 году окончил Высшие академические курсы при Высшей военной академии имени К. Е. Ворошилова. С октября 1952 года служил помощником командующего войсками Закавказского военного округа по вузам. Будучи на этой должности, избирался депутатом Верховного Совета Грузинской ССР 4-го созыва (1955—1959).
С ноября 1957 года генерал-майор В. Ф. Гладков — в запасе.
Жил в Москве. Скончался 18 августа 1981 года. Похоронен в Москве на Кунцевском кладбище (участок 9-3).

## Награды
- Герой Советского Союза (17.11.1943)
- два ордена Ленина (17.11.1943, 21.02.1945)
- орден Октябрьской Революции (24.04.1978)
- пять орденов Красного Знамени (22.05.1943, 3.11.1944, 22.02.1945, 24.06.1948, 28.10.1967)
- орден Богдана Хмельницкого 1-й степени (23.05.1945)
- орден Суворова 2-й степени (16.05.1944)
- орден Кутузова 2-й степени (25.10.1943)
- медаль «За оборону Кавказа»
- медали СССР
- награды иностранных государств:
  - орден Белого льва 3-й степени (Чехословакия)
  - Чехословацкий Военный крест 1939 года
  - Военная памятная медаль (Чехословакия)
  - Дукельская памятная медаль (Чехословакия)
  - Крест Храбрых (Польша)
  - медаль «Победы и Свободы» (Польша)
- Почётный гражданин городов Новороссийск (1978) и Керчь, а также города Гуменне (Словакия).

## Мемуары
- Гладков В. Ф. Атакует горнострелковая. — М.: «Советская Россия», 1972. — 224 с.
- Гладков В. Ф. Десант на Эльтиген. — Москва : Воениздат, 1961. — 263 с.[8][9].
- Гладков В. Ф. Удар с Малой земли // Сборник «На левом фланге» [Сост. В. Ф. Гладков, И. С. Семиохин]. — М.: «Советская Россия», 1976.

## Память
- Его именем названа улица в родной станице Трёхостровская.
- МАОУ СОШ № 33 города Новороссийск названа в его честь